# Transmisión manumática

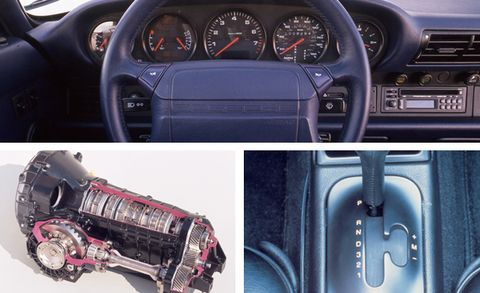
Sistema de transmisión manumática Tiptronic de un Porsche 911

En automoción, el uso moderno del término transmisión manumática hace referencia a un tipo de transmisión automática que permite al conductor seleccionar una marcha específica, normalmente usando levas de cambio o pulsadores montados en el volante, o bien controles "+" y "-" colocados en el selector de marchas.
En la década de 1950, la compañía Automotive Products del Reino Unido produjo un sistema de embrague automatizado para automóviles llamado Manumatic. Ideado para ser instalado en automóviles con transmisión manual, permitía conducirlos sin necesidad de usar un pedal de embrague.

## Transmisiones automáticas
Desde la popularización de la transmisión automática hidráulica en la década de 1940, muchos de estos dispositivos han permitido el control indirecto de la selección de marchas, generalmente en forma de bloqueo de las marchas más altas, con el fin de disponer del freno motor en pendientes o evitar el uso de engranajes de sobremarcha al remolcar vehículos automáticos. Por lo general, su accionamiento se habilitó incorporando posiciones como "3", "2" y "1" en el selector de velocidades.
Una transmisión automática con función manumática proporciona un mayor nivel de control al permitir que el conductor solicite un cambio ascendente o descendente en un momento específico. Esto generalmente se logra usando las posiciones "+" y "-" en el selector de marchas o pulsando las levas de cambio montadas al lado del volante. Los fabricantes utilizan varios nombres comerciales para la función manumática, como se enumera a continuación.
El conductor a menudo no tiene el control total de la selección de marchas, ya que la mayoría de los modos manumáticos denegarán una solicitud de cambio de marchas que provocaría que el motor se ahogue (a muy pocas revoluciones por minuto) o acelere demasiado. Algunas transmisiones mantendrán la marcha solicitada indefinidamente, mientras que otras volverán a la selección automática de marcha después de un período de tiempo.

### Nombres comerciales
- Alfa Romeo: Sportronic, Q-System, Q-Tronic
- Alpina: Switchtronic
- Aston Martin: Touchtronic
- BMW: Steptronic
- Chevrolet / Saturn: TAPshift
- Chrysler / Dodge / Jeep / Ram: AutoStick
- Ford (Australia): Sequential Sports Shift
- Ford (USA): SelectShift
- Holden: Active Select
- Honda / Acura: S-matic, MultiMatic, SportShift
- Hyundai: Shiftronic, HIVEC H-Matic
- Infiniti: Manual Shift Mode
- Jaguar: Bosch Mechatronic
- Kia: Sportmatic
- Lancia: Comfortronic
- Land Rover: CommandShift
- Lexus: E-Shift
- Lincoln: SelectShift
- Mazda: ActiveMatic, SportMatic (Norteamérica)
- Mercedes-Benz: TouchShift, G-Tronic
- MG Rover: Steptronic
- Mitsubishi: INVECS, INVECS-II, Sportronic, Tiptronic
- Nissan: Xtronic (also used in Xtronic CVT), DualMatic M-ATx
- Opel / Vauxhall: ActiveSelect, Tiptronic
- Peugeot: Tiptronic
- Pontiac: TACshift (Touch Activated Control), TAPshift (Touch Activated Power), Driver Shift Control (DSC)
- Proton: PROTRONIC
- Subaru: Sportshift
- Toyota: ECT
- Volkswagen / Audi / SEAT / Škoda / Porsche: Tiptronic
- Volvo Cars: Geartronic

## Sistema de embrague automatizado de los años 1950
La empresa Automotive Products del Reino Unido produjo un sistema de embrague automatizado para automóviles en la década de 1950 llamado Manumatic. Este sistema no está relacionado directamente con el uso posterior del término relativo a las transmisiones automáticas con selección manual de marchas opcional. El Manumatic se instaló en automóviles con transmisión manual, lo que les permitió conducir sin necesidad de usar un pedal de embrague.